# Ectatoderus voeltzkowi
Ectatoderus voeltzkowi är en insektsart som beskrevs av Henri Saussure 1899. Ectatoderus voeltzkowi ingår i släktet Ectatoderus och familjen Mogoplistidae. Inga underarter finns listade i Catalogue of Life.